# Mae Martin
Mae Pearl Martin (Toronto, 2 mei 1987) is een Canadese komiek, acteur en scenarioschrijver. Martin werd onder meer bekend door de semiautobiografische Netflix-serie Feel Good met Charlotte Ritchie en Lisa Kudrow die Martin schreef en een van de hoofdrollen in vertolkte. Als onderdeel van de comedygroep The Young and the Useless won Martin twee Canadian Comedy Awards. Martin is non-binair en gebruikt de genderneutrale voornaamwoorden they/them.

## Levensloop
Martin werd geboren op 2 mei 1987 in Toronto. Martins vader is de Britse voormalig muzikant James Chatto, diens moeder is de Canadese Wendy Martin. Martin begon met stand-upcomedy op 13-jarige leeftijd als onderdeel van de comedygroep The Young and the Useless waarmee Martin twee Canadian Comedy Awards won. Martins eerste show was in Second City in Toronto. Toen Martin 15 was, stopte die met school om zich volledig op comedy te focussen. Een jaar later werd Martin door diens ouders uit huis gezet en trok in bij vrienden. Martin kwam op 16-jarige leeftijd in een ontwenningskliniek terecht om af te kicken van drugs. In 2011 verhuisde Martin naar Londen.
In 2015 trad Martin op op het Edinburgh Fringe Festival. De show genaamd Mae Martin: Us werd door BBC Radio 4 uitgebracht als serie met de naam Mae Martin's Guide to 21st Century Sexuality. In 2017 trad Martin op met de show Dope over alle vormen van verslaving. De show werd geshortlist voor de Edinburgh Comedy award.
In 2019 bracht Martin het boek Can Everyone Please Calm Down? - A Guide To 21st Century Sexuality uit (uitgever Wren & Rook, Londen, ISBN 9781526361653). Een jaar later kwam de semiautobiografische serie Feel Good uit. Martin schreef het script samen met Joe Hampson en speelde naast Charlotte Ritchie een hoofdrol in de serie. De serie vertelt het verhaal van Martin, diens drugsverslaving en zoektocht naar diens identiteit. Feel Good ontving diverse awards waaronder een Writers Guild of Great Britain Award voor “Best Situation Comedy”, een C21 award voor “Best Comedy Drama series”, een Edinburgh TV award voor “Best Comedy,” een NME Award voor “Best TV Series” en een Mipcom Diversify Award voor “Best Scripted Representation of LGBQT+”. Na tien jaar in Engeland te hebben gewoond, verhuisde Martin tijdens de coronapandemie naar Los Angeles.
In 2022 verscheen Martin in  LOL: Last One Laughing Canada. Later dat jaar was Martin te zien in de rol van Grace St. James in de serie The Flight Attendant. In 2023 deed Martin mee aan het vijftiende seizoen van het Britse televisieprogramma Taskmaster. In 2023 verscheen de comedy special Mae Martin: SAP op Netflix. Martin werkte hiervoor samen met komiek en producer Abbi Jacobson.
Martin presenteerde in maart 2024 een aflevering van de langlopende Canadese documentaireserie The Nature of Things. De aflevering, getiteld Fluid: Life Beyond the Binary, onderzocht queer en transgender representatie in de natuur en presenteerde wetenschappelijke bevindingen over gender- en seksuele fluïditeit bij verschillende diersoorten en planten.

## Privé
Martin heeft een relatie met de Amerikaanse tv-persoonlijkheid Parvati Shallow. De twee maakten het nieuws in december 2023 bekend via Instagram.